# Albaniens historia
Denna artikel behandlar Albaniens historia, samt till viss del albanernas och det i dag albanska områdets historia.
Albanien har uppstått från Balkanhalvöns förhistoria omkring år 3000 före Kristus med första källor från grekisk-romerska historieskrivare. Dagens Albaniens territorium har ingen motsvarighet till antikens territoriella indelningar. Dagens gränser motsvarar däremot delar av de antika romerska provinserna Dalmatia, Macedonia och Moesia Superior. Dessa områden var under romersk kontroll fram till slavernas intrång på 600-talet efter Kristus. Det förenades med Bulgariska riket på 800-talet.
Den albanska statens territoriella kärna skapades under medeltiden, det så kallade Furstendömet Arberien och en siciliansk besittning som kallades Kungadömet Arberien. Området var en del av det serbiska riket och sedan en del av det osmanska riket på 1500-talet. Det förblev under osmansk kontroll som en del av provinsen Rumelien fram till 1912, då den första albanska staten grundades genom den albanska självständighetsförklaringen efter en kortlivad ockupation av Kungadömet Serbien. Skapandet av det albanska nationella medvetandet skedde tidigare, under 1800-talet, och var en del av ett större fenomen, nämligen nationalismens framväxt under den osmanska tiden.
En kortlivad monarki känd som Furstendömet Albanien (1914–1925) följdes av en kortvarigare stat, Albanska republiken (1925–1928). En annan monarki skapades, Kungariket Albanien (1928–1939), som ersatte republiken. Landet fick uthärda en ockupation av Italien kort före andra världskriget. Efter axelmakternas kapitulation blev Albanien en kommuniststat, kallad Socialistiska folkrepubliken Albanien, under ledning av Enver Hoxha som dog 1985. Enver Hoxhas politiske arvinge Ramiz Alia hade uppsyn över upplösningen av den albanska kommuniststaten under den vidare kollapsen av Östblocket under det sena 1980-talet.
Den kommunistiska regimen kollapsade 1990 och det förra kommunistpartiet, Albaniens arbetarparti, förlorade i valet i mars 1992 mitt under ekonomins kollaps och politisk oro. Den instabila ekonomin ledde till en massiv flykt av albaner till mestadels Italien, Grekland, Schweiz, Tyskland och Nordamerika under 1990-talet. Krisen nådde sin kulmen under pyramidspelets kollaps 1997. Den ekonomiska och politiska förbättringen under de tidiga åren av 2000-talet möjliggjorde för Albanien att bli en fullvärdig medlem i Nato 2009. Landet har ansökt om medlemskap i Europeiska unionen.

## Förhistoria

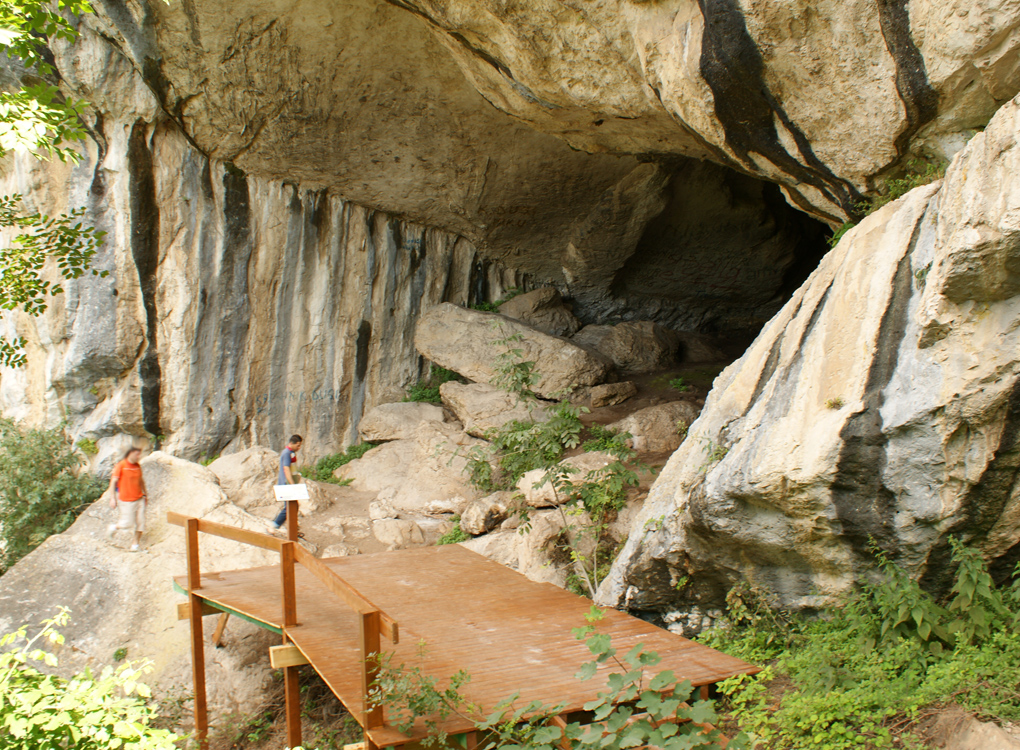
Grottan Pellumbas nära Tirana användes som en boplats för antikt folk under den mellanpaleolitiska tiden.

De första spåren av mänsklig bosättning i Albanien, daterade från mellan- och senpaleolitisk tid, har hittats i byn Xarrë nära Vlora och på berget Dajti i Tirana. De föremål som har funnits i en grotta nära Xarrë är bland annat flintor och jaspisobjekt och fossiliserade djurben medan de som har funnits på berget Dajti är ben- och stenverktyg från aurignacienkulturen. Paleolitiska fynd i Albanien visar stora likheter med de fynd som har hittats i Crvena Stijena i Montenegro och i nordvästra Grekland och som dateras från samma tid.
Flera bronsåldersföremål från gravhögar har grävts upp i mellersta och södra Albanien som visar en nära koppling till bosättningar i sydvästra Nordmakedonien och Lefkada i Grekland. Arkeologer har kommit fram till slutsatsen att dessa regioner var bebodda från 2000-talet före Kristus av indoeuropeiskt folk som talade protogrekiska. En del av befolkningen flyttade senare till Mykene omkring 1600 före Kristus och grundade där den mykenska kulturen. En annan befolkningsgrupp var Illirii, den sydligaste illyriska stammen vid den tiden, som levde på gränsen mellan Albanien och Montenegro, och var möjligen grannar med de grekiska stammarna.
I den sena bronsåldern och i den tidiga järnåldern skedde ett antal möjliga folkomflyttningar i de territorier som utgör dagens Albanien, som till exempel Bryges bosättning i området kring södra Albanien-nordvästra Grekland och illyriska stammar in mot mellersta Albanien. De senare härstammar sedan tidigt från en indoeuropeisk närvaro på västra Balkanhalvön. De illyriska stammarnas folkomflyttningar kan antas sammanfalla med början av järnåldern på Balkanhalvön under det första årtusendet före Kristus.
Arkeologer associerar illyrerna med hallstattkulturen, ett järnåldersfolk känt för sin produktion av järn, bronssvärd med vingformade handtag och tämjandet av hästen. Det är omöjligt att beskriva illyriska stammar från det forntida Balkan i en strikt lingvistisk mening men områden som i klassisk tid inkluderades i Illyrien under Balkanhalvöns järnålder var området kring Donau, Sava och Moravafloderna till Adriatiska havet och bergen i Sharri.

## Antiken

### Illyrer

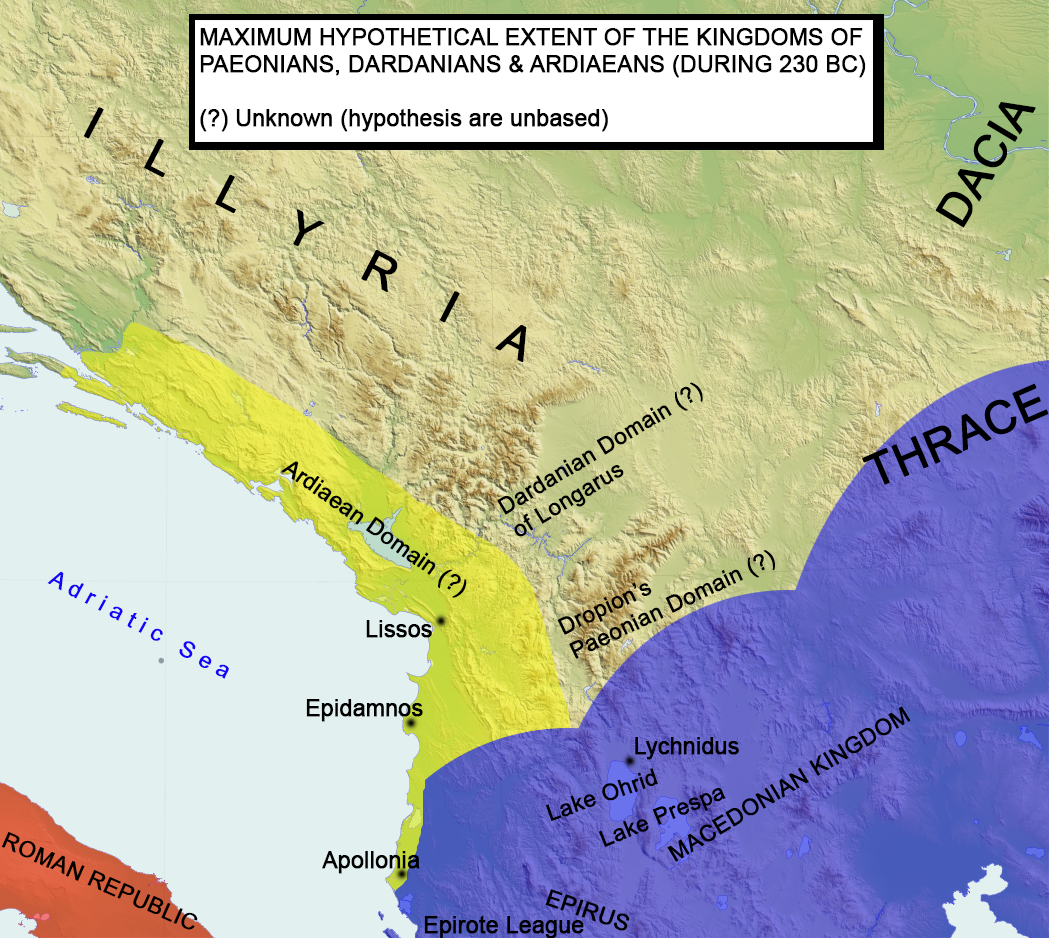
Ardiaeiska Kungadömet under kung Agron från 250 till 231 före Kristus.

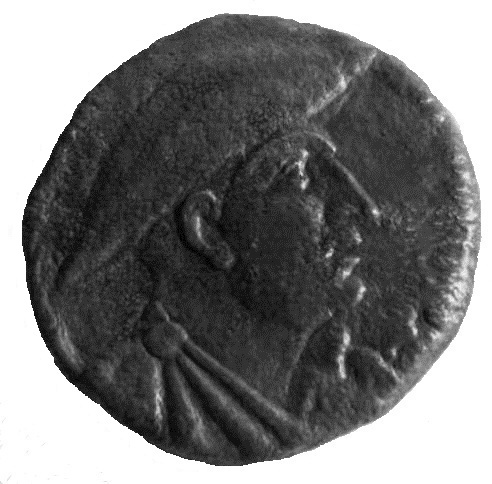
Kung Genthios — den siste härskaren av den ardiaeiska dynastin.

Illyrerna (på latin illyrii eller illyri) var en grupp stammar som bebodde västra Balkanhalvön under antiken. Det område som stammarna bebodde blev känd som Illyrien av hellenistiska och romerska författare, motsvarande ungefär området mellan Adriatiska havet i väst, Dravafloden i norr, Moravafloden i öst och vid mynningen av Vjosafloden i syd. Den första källan om det illyriska folket kommer från Periplus (eller Kustpassagen), en antik grekisk text från mitten av 300-talet före Kristus.
Några av de illyriska stammarna som levde i dagens Albanien var ardianerna, taulanterna och albanoierna i mellersta Albanien; parthinerna, abrierna och cavierna i norr; enchelederna i öst och byllionerna i syd och många andra. I de mer västra delarna av dagens Albanien levde, tillsammans med de illyriska stammarna, brygerna, ett frygiskt folk, och i syd levde den grekiska stammen chaonierna.
På 300-talet enade den illyriske kungen Bardylis flera illyriska stammar och gav sig i krig med Makedonien i sydöst, men blev besegrat. Bardylis efterträddes av Grabos, sedan av Bardyllis II och sedan av illyren Kleitos, som besegrades av Alexander den store. Omkring 230 före Kristus nådde ardiaeierna en stor militär makt under kung Agrons styre. Agron utökade också sitt styre över andra grannliggande stammar. Han gjorde räder mot Epiros, Epidamnos och öarna Kerkyra och Faros. Hans rike sträckte sig från Narona i Dalmatien till floden Aoös och Kerkyra i syd. Det var under hans styre som ardiaeierna stod på höjden av sin makt. Den ardiaeiska armén och flottan gjorde dem själva till en stor regional makt på Balkanhalvön och vid södra Adriatiska havet. Under deras kung återvann dem kontroll över Adriatiska havet med sina krigsskepp (lembos), en dominans som en gång i tiden åtnjöts av liburnerna. Ingen av deras grannar var så mäktiga som de. Agron skiljde sig från sin första fru.

Omkring 231 före Kristus dog Agron plötsligen efter sin triumf över aitolierna. Agrons andra fru var Drottningen Teuta, som agerade som regent efter Agrons död. Enligt Polybios styrde hon "med en kvinnans förnuft". Teuta började adressera sina grannstater hätskt och stödde piraträder mot sina grannar. Efter att hon erövrat Dyrrhachium och Finiq utvidgade hon sina operationer längre söderut vid Joniska havet och besegrade en kombinerad achaisk och aitolisk flotta i slaget vid Paxos och erövrade ön Korkyra. Senare i årtalet 229 före Kristus drabbade hon samman med romarna och initierade de illyriska krigen. Dessa krig, som spred sig inom loppet av 60 år, ledde till slut till nederlag för illyrerna år 168 före Kristus och innebar slutet för illyriskt oberoende när kung Genthios besegrades av en romersk armé efter hårda strider med Rom och romersk-allierade städer såsom Apollonia och Dyrrhachium under Anicius Gallus. Efter hans nederlag delade romarna upp regionen i tre administrativa indelningar kallade meris. 

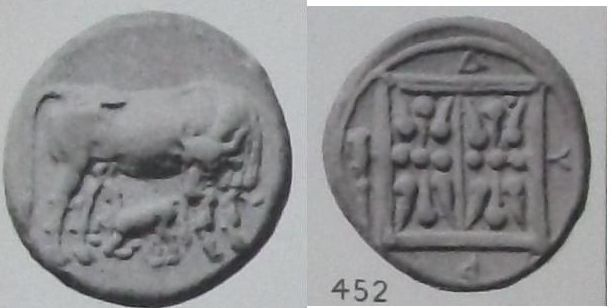
Antik grekisk mynt från Dyrrachium. En ko som matar en kalv. Två stiliserade Zeus åskor med bokstäverna ΔΥΡ (DYR).

### Greker och romare
I början av 600-talet före Kristus anlades grekiska kolonier vid den illyriska kusten. De viktigaste var Apollonia, Avlona (dagens Vlora), Epidamnos (dagens Durrësi) och Lissus (dagens Lezha). Den återupptäckta grekiska staden Buthrotum (på grekiska Vouthrotón, dagens Butrinti), ett UNESCO-världsarv, är antagligen mer betydelsefull i dag än när Julius Caesar använde den som en livsmedelsdepå för sina trupper under sina kampanjer under 000-talet före Kristus. Vid den tiden ansågs den som en oviktig utpost, överskuggad av Apollonia och Epidamnos.

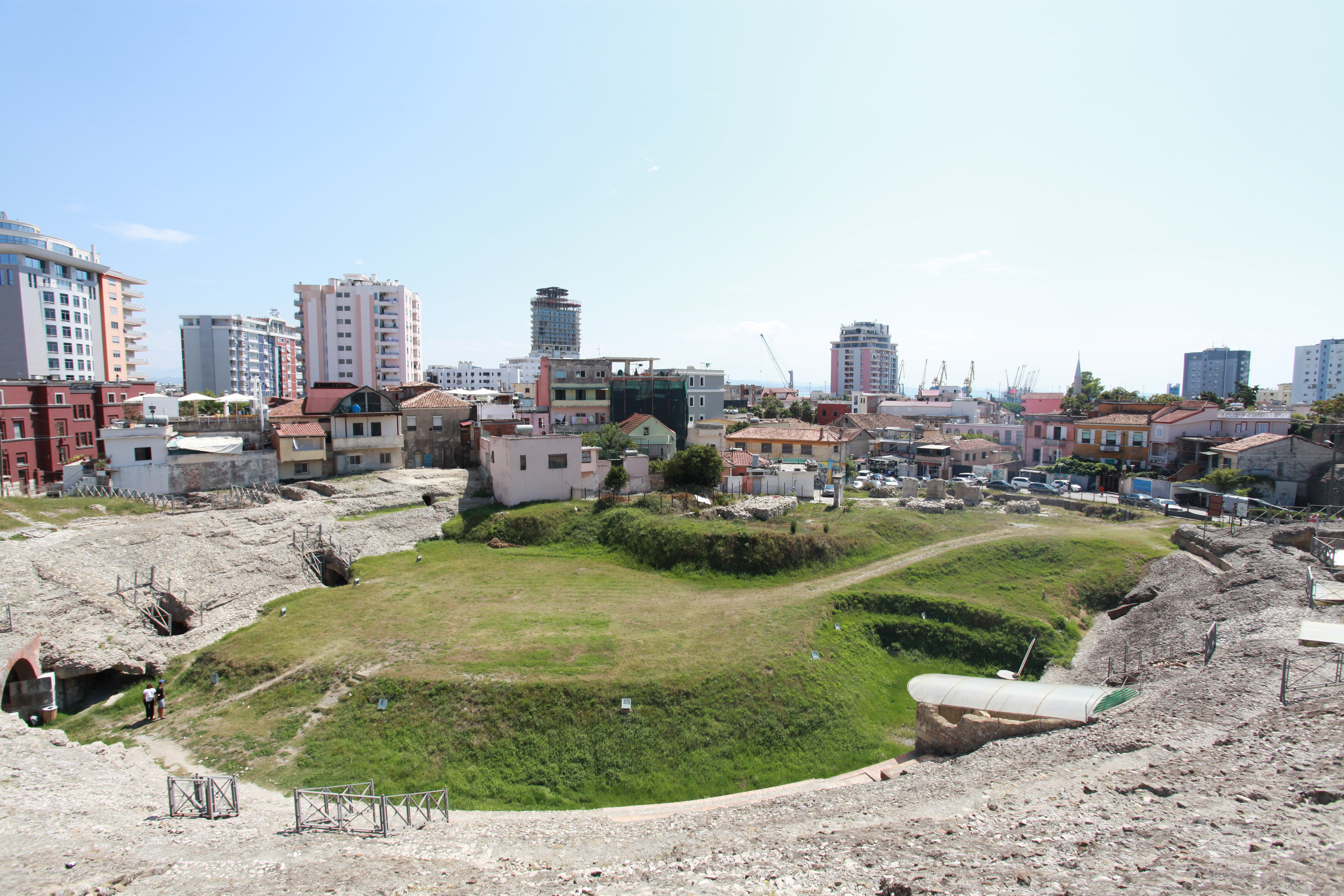
Durrës amfiteater är en av de största amfiteatrarna på Balkanhalvön och hade plats för 20 000 åskådare.

De områden som omfattar dagens Albanien införlivades med romerska riket som en del av provinsen Illyricum över floden Drin och det romerska Macedonia (mer specifikt Epirus Nova) under det. Den västra delen av Via Egnatia löpte genom dagens Albanien och slutade i Dyrrachium. Illyricum delades senare upp i provinserna Dalmatia och Pannonien.
Den romerska provinsen Illyricum eller Illyris Romana, Illyris Barbara eller Illyria Barbara ersatte den största delen av regionen Illyrien. Den sträckte sig från Drinfloden i dagens Albanien till Istrien (Kroatien) i väst och till Savafloden (Bosnien och Hercegovina) i norr. Salona (nära dagens Split i Kroatien) fungerade som dess huvudstad. De områden som ingick förändrades genom århundraden även om den större delen av det antika Illyrien förblev en del av Illyricum.
Södra Illyrien blev Epirus Nova, en del av den romerska provinsen Macedonia. År 357 e.Kr. var regionen en del av den pretorianska prefekturen, en av de fyra stora pretorianska prefekturerna i vilket det senromerska riket uppdelades i. Fram till år 395 e.Kr. var regionen uppdelad i stiften Dacia stift (som Pravealitana) och Macedonia stift (som Epirus Nova). Större delen av regionen som i dag är Albanien motsvarar Epirus Nova.

### Kristnande

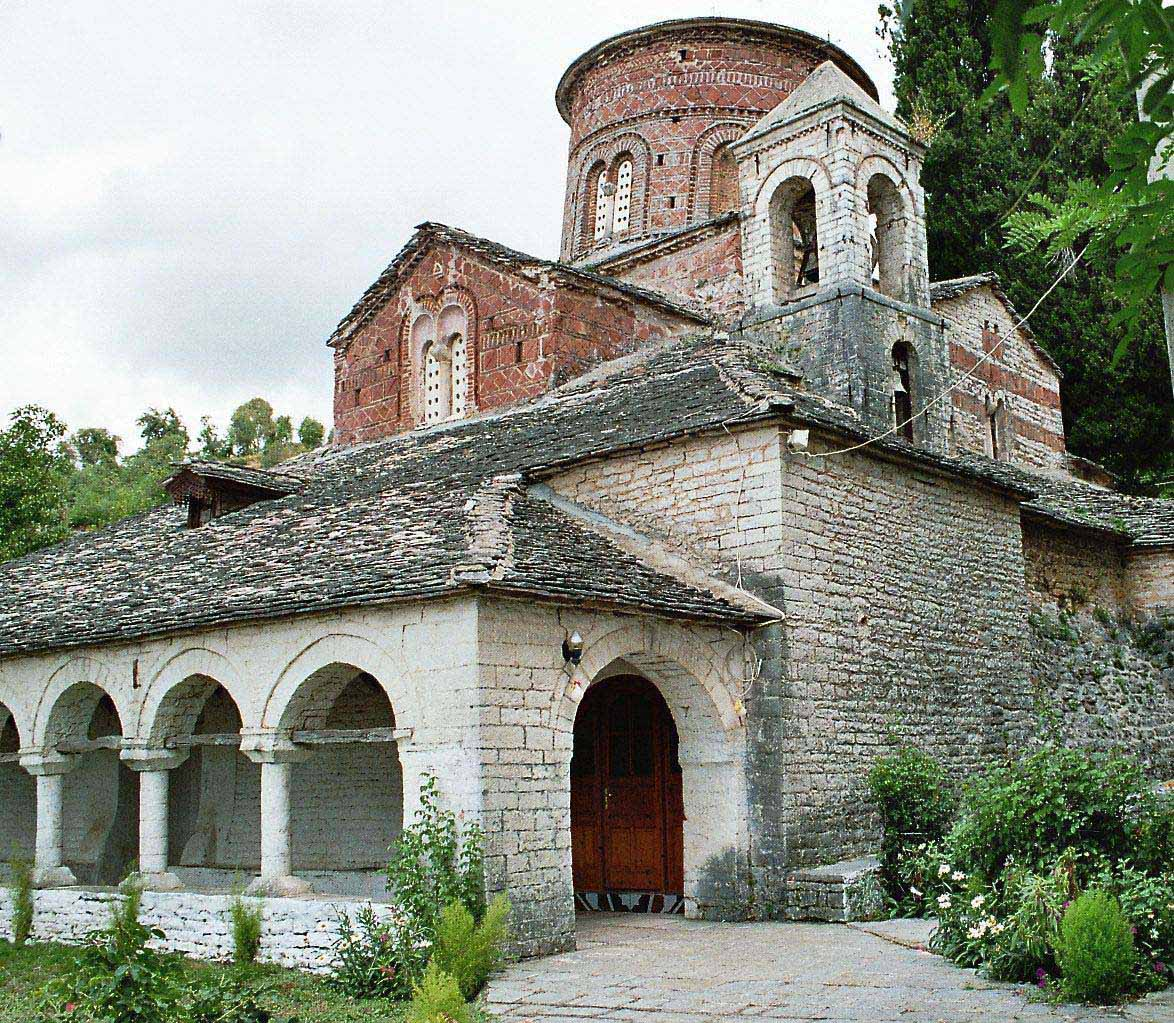
Kyrkan Theotokos Avsomnande i Labova e Kryqit. Grundandet av kyrkan är daterat tillbaka till 500-talet under den bysantinske kejsaren Justinianus I:s styre från 527 till 565 e.Kr. Justinianus I anlade kyrkan till minne av sin mor.

Kristendomen kom till Epirus Nova, som då var en del av den romerska provinsen Macedonia. Efter 200- och 300-talen efter Kristus blev kristendomen den hävdvunna religionen i Byzantion som trängde undan hednisk polyteism och skymde undan större delen av den humanistiska världens sätt att se och institutioner som ärvdes från de grekiska och romerska civilisationerna. Durrës amfiteater (på albanska Amfiteatri i Durrësit) är ett historiskt monument från den tidsperioden, som användes för att predika kristendomen för civilbefolkningen under den tiden.
När Romerska riket splittrades i öst och väst år 395 efter Kristus administrerades Illyrien, området öst om Drinusfloden (i dag Drini) mellan Bosnien och Serbien (inklusive områden i dagens Albanien), av Östromerska riket men tillhörde i kyrkligt avseende Rom. Även om landet låg inom Byzantions sfär var kristna i regionen ställda under den romerska påvens jurisdiktion fram till år 732. Det året hade den bysantinske kejsaren Leo III, förargad av ärkebiskoparna i regionen för de stödde Rom i den ikonoklastiska kontroversen, avskilt regionen från den romerske påven och ställde den under patriarken i Konstantinopel.
När den kristna kyrkan splittrades år 1054 i östlig ortodoxi och katolicism höll södra Albanien kvar sina band med Konstantinopel medan norra Albanien åter kom under Roms jurisdiktion. Denna splittring markerade den första religiösa fragmenteringen i landet. Efter bildandet av det slaviska furstendömet Duklja (dagens Montenegro) skapades ärkebiskopsdömet Bar år 1089 och biskopsdömen i norra Albanien (Shkodra och Ulcinj) blev dess suffraganer. Med början år 1019 var albanska biskopsdömen av bysantinsk rit suffraganer under det självständiga ärkebiskopsdömet i Ohrid fram till dess att Dyrrhachion (dagens Durrësi) och Nikopolis återupprättades som ärkebiskopsdömen. Därefter var det endast biskopsdömena i det inre Albanien (Elbasan och Kruja) som förblev knutna till Ohrid. Under 1200-talets venetianska ockupation grundades det latinska ärkestiftet i Durrësi.

## Medeltiden

### Tidig medeltid

Efter att regionen annekterades av romarna blev den en del av den romerska provinsen Macedonia. Den mellersta delen av dagens Albanien blev avskild som Epirus Nova, medan den södra delen förblev under Epirus Vetus och de norra delarna tillhörde Praevalitana.

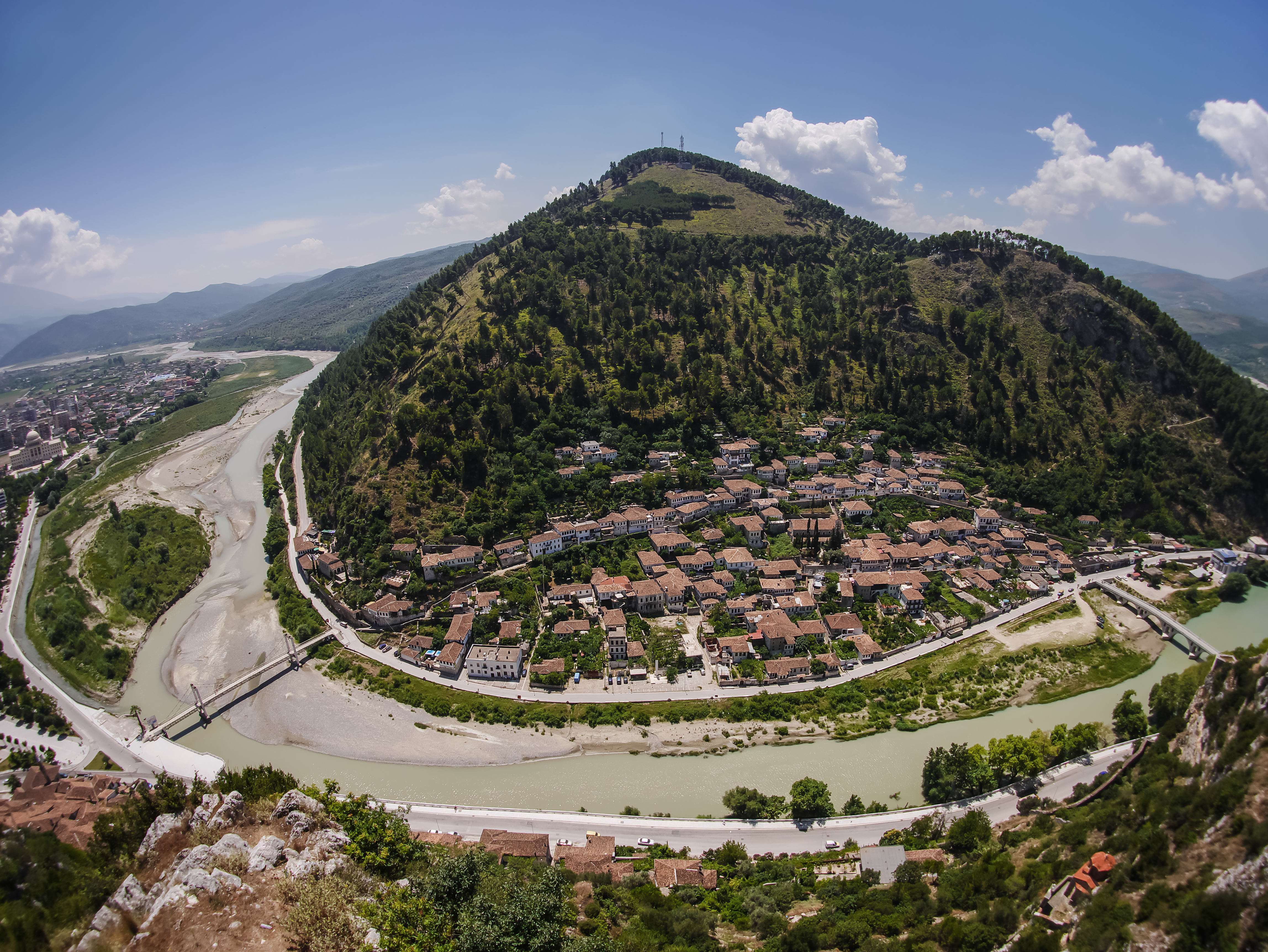
Berati blev en del av ett instabilt gränsområde i Bysantinska riket till följd av Romerska rikets fall och jämte mycket av den övriga Balkanhalvön.

Efter att regionen hade fallit för romarna år 168 före Kristus blev den en del av Epirus Nova, som i sin tur var en del av den romerska provinsen Macedonia. När det Romerska riket delades i öst och väst år 395 efter Kristus blev territoriet i dagens Albanien en del av Bysantinska riket. I början av de första decennierna av bysantinskt styre (fram till år 461 efter Kristus) fick regionen utstå med förödande räder från västgoter, hunner och östgoter. På 500- och 600-talen upplevde regionen en tillströmning av slaver.
I allmänhet förstörde eller försvagade inkräktarna romerska och bysantinska kulturella center i de områden som blev Albanien. I de sena 1000–1100-talen spelade regionen en avgörande roll i de bysantinska-normandiska krigen: Dyrrhachium var den västligaste terminalen för Via Egnatia, en huvudväg till Konstantinopel, och var den viktigaste måltavlan för normander (jämför slaget vid Dyrrhachium 1081). Mot slutet av 1100-talet, medan bysantinsk centralmakt försvagades och uppror och regional separatism blev allt mer vanligt, blev regionen ett autonomt furstendöme styrt av sina egna arvfurstar. 1258 tog sicilianarna ön Korfu i besittning samt den albanska kusten, från Dyrrhachium till Valona och Buthrotum och så långt i inlandet som Berati. Detta fotfäste, reformerat 1272 som Kungadömet Albanien, avsågs av Karl I av Neapel att bli en startplats för en invasion till lands mot Bysantinska riket. Bysantinerna lyckades däremot återta det mesta av Albanien 1274, och lämnade kvar endast Valona och Dyrrhachium i Karls händer. Till slut när Karl sjösatte sin väldigt försenade framryckning blev den stoppad vid belägringen av Berati 1280–1281. Albanien kom till stor del att förbli en del av Bysantinska riket fram tills det bysantinska inbördeskriget 1341–1347 när det strax föll i den serbiske härskaren Stefan Dušans händer.
I mitten av 800-talet blev större delen av östra Albanien en del av det bulgariska riket. Området som var känt som Kutmichevitsa blev ett viktigt bulgariskt kulturcentrum på 900-talet med många blomstrande städer, som Devol, Glavinitsa (Ballsh) och Belgrad (Berat). När bysantinerna lyckades att besegra det första bulgariska riket var fästningarna i östra Albanien några av de sista bulgariska fästen som underordnade sig bysantinerna. Senare blev området återställt till det andra bulgariska riket.
Det första obestridliga omnämnandet om albanerna i historiearkiven är belagt för första gången i en bysantinsk källa från 1079–1080, i ett verk betitlat Historia av historikern Michael Attaliates, som refererade till Albanoi för att ha deltagit i ett uppror mot Konstantinopel år 1043 och Arbanitai som undersåtar till hertigen av Dyrrhachium. Ett senare omnämnande om albanerna av samme Attaliates, angående deras deltagande i ett uppror kring år 1078, är ifrågasatt.

### Furstendömet Arberien

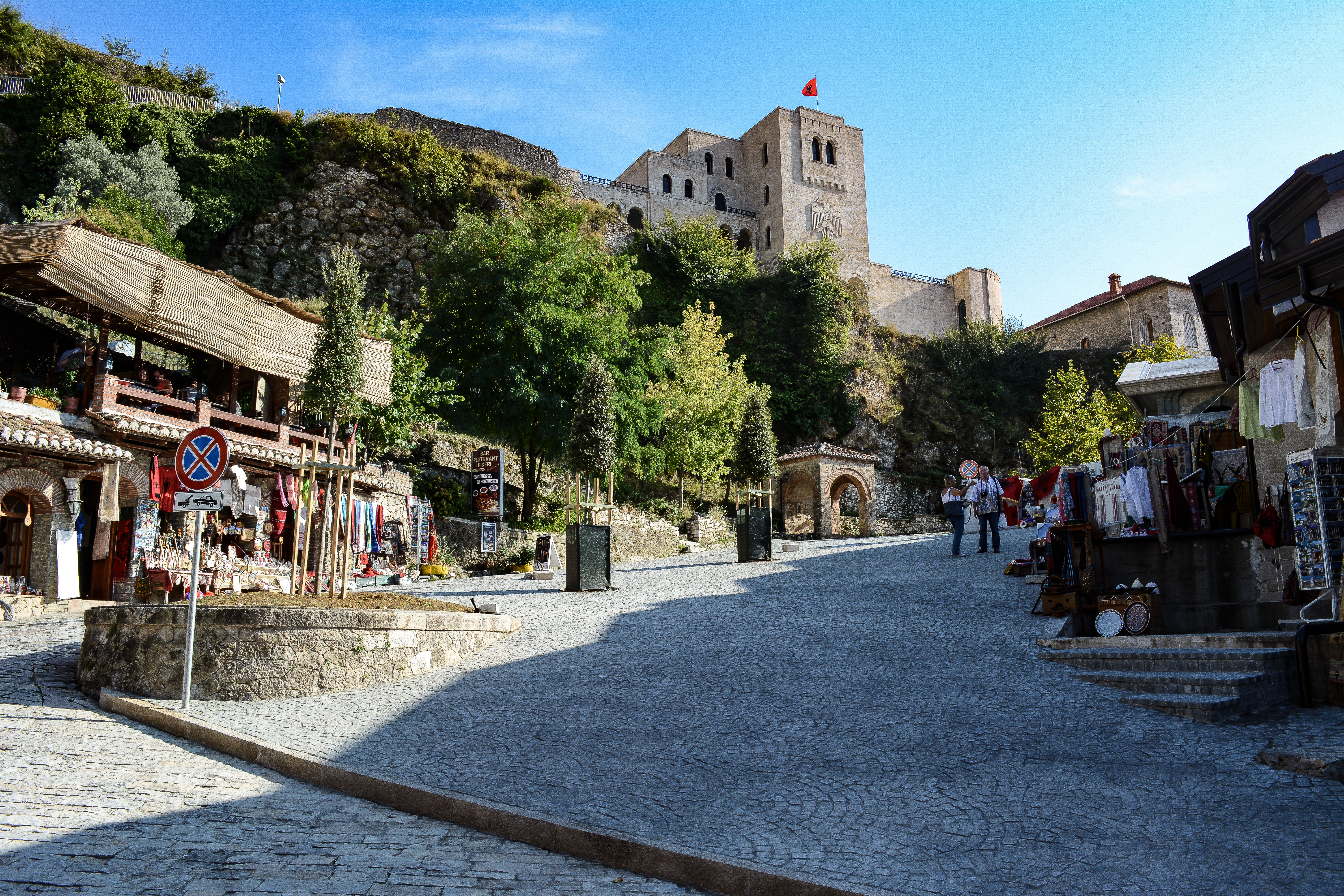
Kruja blev huvudstad i den första autonoma albanska staten under medeltiden, furstendömet Arberien.

Furstendömet Arberien (Arbanon) grundades år 1190 av härskaren Progon i regionen kring Kruja. Progon efterträddes av Gjin Progoni och senare av Dhimitër Progoni. Arbanon sträckte sig över de moderna distrikten i mellersta Albanien med sin huvudstad belägen vid Kruja. Genom sin existens var furstendömet autonomt beroende av närbelägna makter, först Bysantinska riket och efter det fjärde korståget av efterföljaren despotatet Epirus, medan man upprätthöll nära relationer till Serbien.
Efter att västliga korsfarare plundrade Konstantinopel år 1204 vann Venedig nominell kontroll över delar av Albanien och tog i besittning Durrës. Arbanon var före år 1204 ett autonomt furstendöme inom Bysantinska riket. Titlarna arkont (innehades av Progon) och panhypersebastos (innehades av Dimitri) är exempel på bysantinskt beroende. Albanerna följdes av despotatet Epirus, Bysantinska rikets efterföljare. Inskriften i Gëziq omnämner familjen Progon som judices och noterar  deras beroende av Vladin and Đorđe Nemanjić (regerade 1208–1216), furstarna av Zeta. Furstarna var förenade med den serbiska nemanjićdynastin genom äktenskap och allianser.

### Högmedeltiden
Efter det bysantinska och det bulgariska rikets försvagning i mitten av och i sent 1200-tal blev större delen av dagens Albanien en del av den serbiska staten, först som en del av Rascien och senare som en del av det serbiska riket. Den södra delen styrdes av det semisjälvständiga serbiskt styrda despotatet Epirus. Enligt vissa forskare var Progons rike den första albanska medeltida staten.
Tillsammans med det serbiskt styrda Albanien fanns det också Furstendömet Arberien och senare det angevinska Kungariket Albanien. Dessa tre statsbildningar täcker det mesta av Albaniens historia från 1100-talet till andra halvan av 1300-talet, då albanska furstendömen skapades över hela Albanien.

## Den osmanska perioden

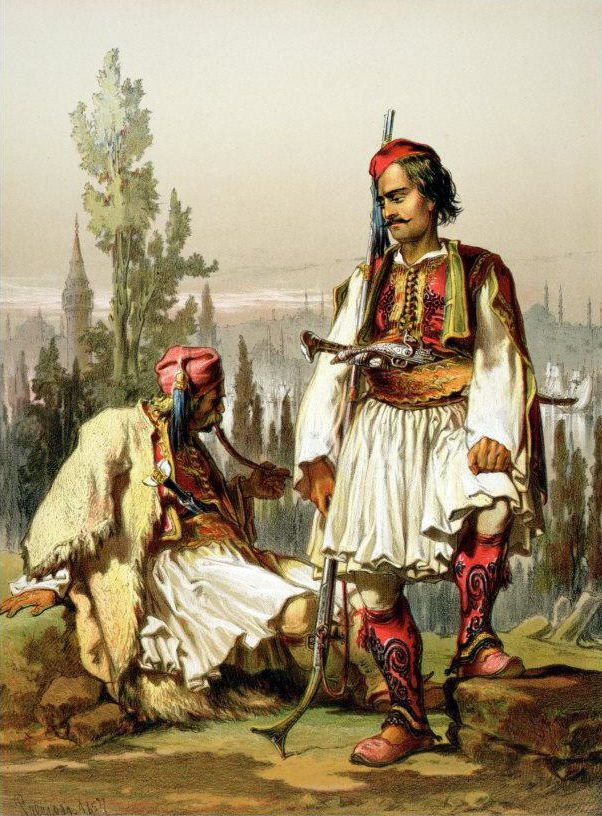
Albanska legosoldater i osmansk tjänst år 1857, målning av Amedeo Preziosi (1816–1882).

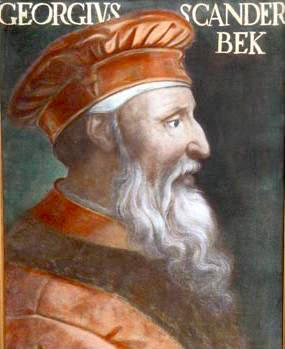
Skanderbeg alias Gjerg Kastrioti.

Under 1380-talet anföll det Osmanska riket under sultan Murat I Albanien. De albanska prinsarna hade inget organiserat försvar och blev tvungna att kapitulera. Många av de besegrade adelsmännen anslöt sig snart till ett gerillakrig mot osmanerna (ottomanerna) och flydde upp i bergen och gömde sig i de djupa skogarna.
Åren 1442–1443 lyckades Gjerg Kastrioti, mer känd som Skanderbeg genom gerillakrigföring driva osmanerna ut ur landet. Under åren från 1444 till hans död år 1468 utkämpades de Albansk-Osmanska krigen med resultatet att landet åter blev erövrat.
Den osmanska erövringen av landet medförde så småningom en omfattande konvertering av albaner till islam. De första som omvändes var de pojkar som enligt devschirme-systemet togs i skatt för att bli janitsjarer i sultanens armé eller myndighetspersoner inom den osmanska administrationen. De albaner som vägrade omvända sig och leva under ett muslimskt styre flydde över havet till södra Italien där än idag ättlingar till dem lever kvar under begreppet arberesjer.
Albanien var det sista landet på Balkan som berördes av nationalismen i sin moderna betydelse. De nordalbanska klanerna var opåverkade av dåtidens strömningar och i södra Albanien satte godsägarna hårt åt bondebefolkningen med sin rätt att beskatta bönderna.
Den 10 juni 1878 bildade albanerna ett förbund i den numera kosovanska staden Prizren. Bröderna Abdyl, Naim och Sami Frashëri sammankallade 1877 till ett albanskt världsförbundsmöte. Förbundsmötet samlades den 10 juni 1878 i Prizren under ledning av Abdyl Frashëri. Albanernas världsförbunds möte 1878 syftade till att förena albanernas politiska krafter med de albanska beväpnade grupperingarna samt att gränserna mellan de olika klanerna, distrikten och provinserna skulle tas bort. Albanerna skulle efter förbundets beslut ha en politisk ledning, en reguljär arme och ett eget land, det som idag omtals som begreppet Stor-Albanien. Till talman för det dåvarande albanska politiska parlamentet valdes den äldste av de tre bröderna Frashëri, Avdyl Beu Frashëri och till albanska armens överbefälhavare valdes Sylejam Agë Vogshi. Samma dag som förbundet avslutade sitt första möte bestämdes att Rasim Dino skulle resa till Berlinkongressen för att försvara albanska intressen.
Den 13 juni 1878 hölls Berlinkongressen där representanter från flera regeringar deltog. Mellan 1878 och 1881 annekterades delar av albanernas land av utländska makter. Den montenegrinska regeringen gjorde anspråk på och annekterade det område som idag är sydvästra Montenegro och Serbien gjorde anspråk på och annekterade delar av det område som idag är södra Serbien som också kallas för Preshevadalen. Där utspelades ett kortvarigt krig mellan etniska serber och etniska albaner om området återigen år 2001. Den serbiska armén stred mot de i nuvarande Serbien boende etniska albanerna i form av deras armé som gick under beteckningen UÇPMB. Området kallas för Kosova Lindore på albanska, vilket betyder östra Kosovo.

## Självständigheten
År 1912 dök det längs gränserna upp ett hot mot en framtida albansk oberoende statsbildning. Serbien, Montenegro, Grekland och Bulgarien upphörde med sina inbördes stridigheter och gick istället till angrepp mot de sista av det osmanska rikets besittningar i Europa, däribland också de i Albanien. Montenegrinerna önskade annektera norra Albanien med bland annat staden Shkodra, grekerna ville ockupera Çameria som utgör dagens norra Epirus, och serberna ville ockupera Kosovo, Metohija och norra delen av Albanien fram till staden Durres.
Med tanke på det politiska läget som rådde 1912 tog Ismail Qemali initiativet till att utropa Albanien som en självständigt stat. Ismail Qemali, som var diplomat under kriget mot Osmanska imperiet, samlade kring sig albanska politiska aktivister som hade auktoritet och respekt bland alla albanska klaner, distrikt och provinser och gjorde en diplomatiskt resa till dåvarande västeuropeiska stormakter. När han kom tillbaka efter resan förklarade han Albanien som en självständigt stat. Självständighetsförklaringen skedde den 28 november 1912 i den albanska kuststaden Vlora.
Mellan 1912 och 1913 hölls en konferens i London för att återigen dela upp de av albanerna bebodda områdena. Den 23 mars 1913 beslutades hur den norra och nordöstra gränsen i Albanien skulle se ut efter att man avskiljt dels Kosovo från Albanien och dels avskiljt det området som idag utgör nuvarande västra Makedonien (vilket innefattade albanernas gamla huvudstad Shkup, numera Skopje) från Albanien. Enligt beslutet den 11 augusti 1913 avskiljdes en del av det dåvarande albanska området Çameria till Grekland och blev namnändrat till Epirus.
Londonkonferensen ville egentligen inte erkänna Albanien som stat utan syftade till att Albanien skulle bli en autonom provins under osmanskt styre. Österrike-Ungern och Italien tog då fram ett förslag som innebar att Albanien skulle erkännas som en egen stat. Så skedde också den 29 juli 1913, då Albanien erkändes som en självständig stat av samtliga stormakter.
Den 23 januari 1916 ockuperade den österrikiska armén staden Shkodra i norra Albanien. Efteråt proklamerade österrikarna att de invaderade Albanien endast för att driva ut serbiska och italienska styrkor från landet och anmodade den albanska befolkningen att kämpa för albansk frihet och självständighet. Det rapporterades den 24 januari 1916 att under en förhandling mellan montenegrinska och albanska politiker och representanter, så mördades den albanske politikern och frihetskämpen Isa Boletini medan han hölls som gisslan i Podgorica i Montenegro. 25 januari 1916 ockuperade den österrikiska armén den lilla staden Shëngjin i Lezha, Albanien.
Esad Pasha som gjorde anspråk på att vara president i det autonoma Albanien misslyckades den 26 januari 1916 med att utvidga sitt territorium på albansk mark. Han skickade sina styrkor för att attackera klanerna i norra Albanien men mötte starkt motstånd och blev tvungen att dra sig tillbaka till hamnstaden Durrës.
En andra proklamation gjordes den 28 januari 1916 av Prenk Bib Doda Pasha av Mirditë, Aqif Pasha Elbasani, Ferizi Bey Alizoti, Kara Seit Pasha och Luigj Gurakuqi i staden Shkodra. Enligt proklamation uppmanades albanerna att betrakta den österrikiska armén som befriare från det utländska förtrycket och assistera österrikarna i deras kamp mot dem. Den habsburgska arméns, för Albaniens del, återerövring av Kosovo ledde till ett återöppnande av 300 stängda albanskspråkiga skolor, rätten att använda den albanska flaggan och rätten att använda det albanska språket i Kosovo. Detta trots att många albanska militanta, anförda av general Azem Bey Galica, inledde en väpnad kamp mot den habsburgska militärens närvaro i andra delar av Albanien.

## Första republiken, kungadöme, ockupation
Landets självständighet skulle säkras av en internationell kontrollkommission, som 1914 satte den tyske prinsen Wilhelm av Wied att styra landet, men folkligt motstånd och första världskrigets utbrott fick honom att lämna Albanien redan efter ett halvår.

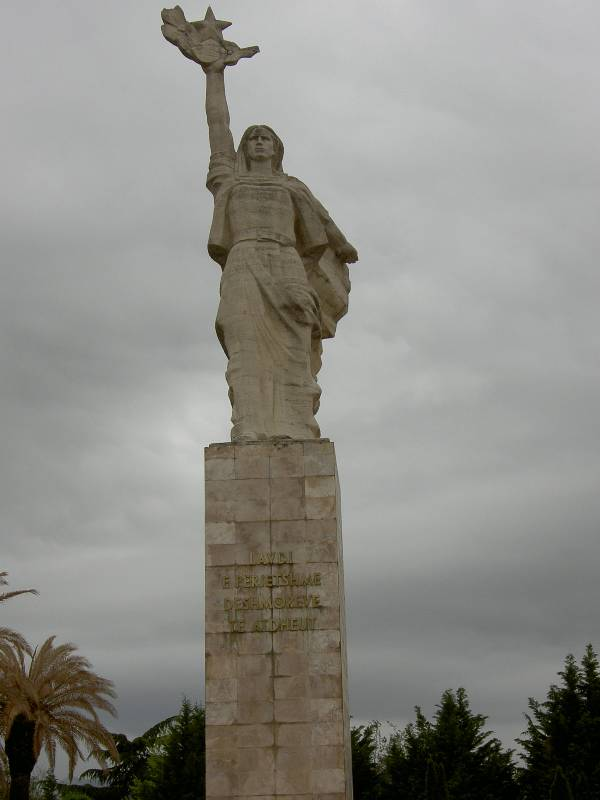
Partisanmonument, Tirana.

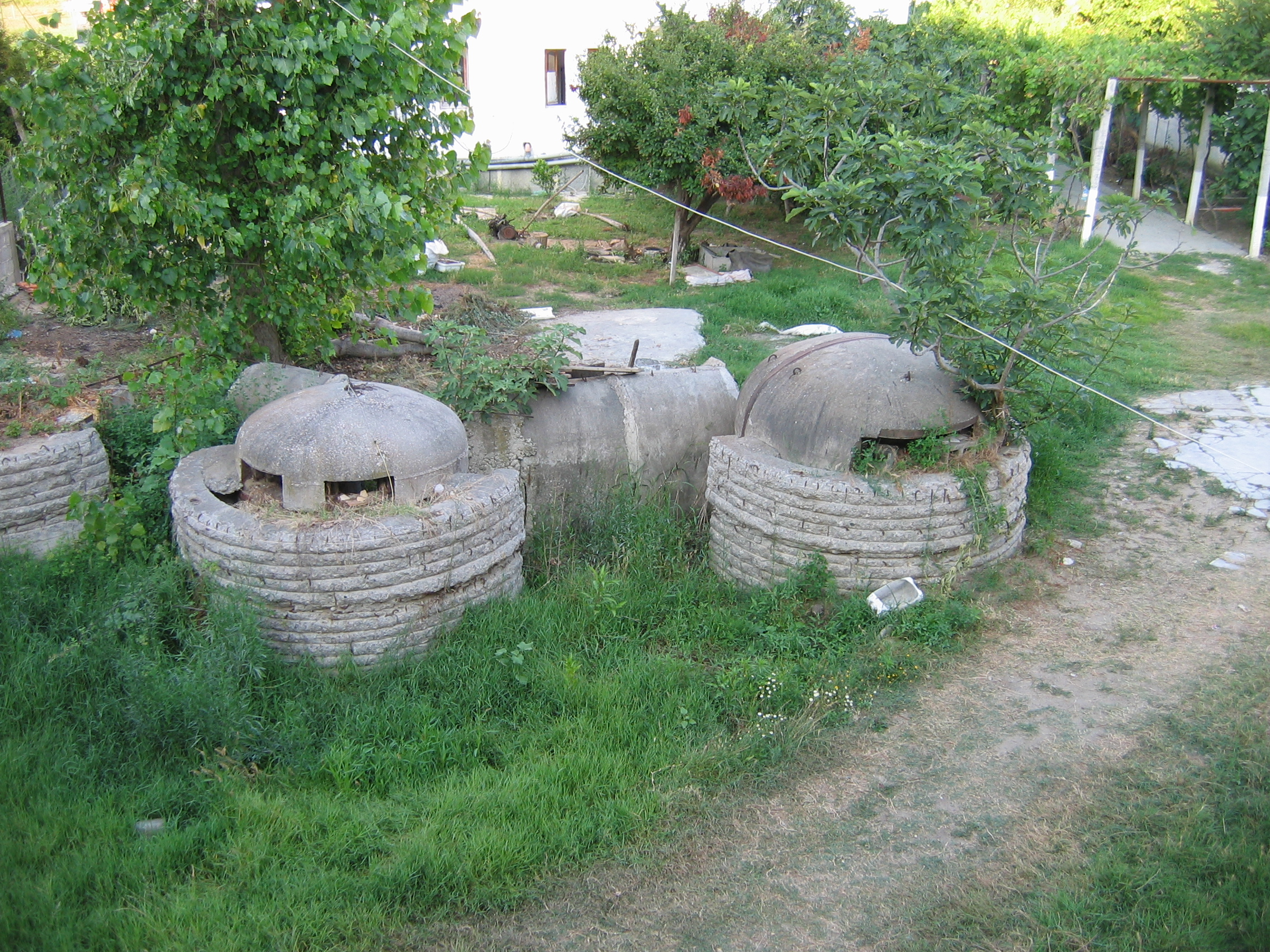
Värn i Durres.

Efter kriget hotades Albanien av en ny delning, vilket albanerna lyckades avvärja vid en fredskonferens i Paris 1920. Albanien erkändes av stormakterna såsom oberoende stat.  Efter några år av inre strider tog Ahmet Zogu, en klanhövding från norra Albanien, makten med hjälp från bland annat Serbien, och 1925 utropades republiken. Till president valdes Zogu, som 1928 utropade sig själv till kung Zog I i Kungariket Albanien.
Redan genom ett fördrag med Italien 1926 hade Albanien kommit under stort italienskt inflytande. Mussolini lät 1939 utan föregående varning ockupera hela Albanien (Italienska invasionen av Albanien), varvid kung Zog flydde och landet införlivades med Italien. Efter Italiens kapitulation till de allierade i september 1943 ockuperades Albanien av Tyskland.
Partisaner (som bestod av olika politiska krafter) under ledning av kommunisternas ledare Enver Hoxha inledde en befrielsekamp under andra världskriget och den 29 november 1944 hade landets befolkning av egen kraft besegrat de sista kvarvarande tyska trupperna.

## Folkrepubliken
År 1946 utropades en albansk folkrepublik under ledning av Enver Hoxha, en kommunistisk partisanledare under andra världskriget. Landet var en satellitstat till Jugoslavien mellan 1944 och 1948, men lierade sig med Stalin efter att Tito hade brutit med Sovjetunionen 1948. Landet blev medlem av FN 1955. Efter avstaliniseringen i Sovjetunionen lierade Albanien sig 1961 i stället med Kina. Reformerna i Kina efter Mao Zedongs död ledde till att Albanien även bröt med Kina 1977. Isolerat hamnade Albaniens ekonomi på efterkälken. Diktatorn Hoxha avled 1985 och kommunistregimen föll 1992.
En undersökning från 1984, i uppdrag av Amnesty International, beskrev Hoxhas Albanien som en av världens mest repressiva regimer. Albanerna nekades fri- och rättigheter såsom yttrandefrihet och religionsfrihet, med mera. Små förbättringar skedde under ledning av Enver Hoxhas efterträdare Ramiz Alia. Förbudet mot religionsutövning upphävdes och kyrkor och moskéer öppnades åter. Albanien är i dag en sekulär stat men med religionsfrihet inskriven i konstitutionen.

## Andra republiken
Efter Enver Hoxhas död 1985 blev Hoxhas privata läkare Ramiz Alia vald till hans efterträdare som ledare för landet. Ramiz Alia försökte att bibehålla det kommunistiska systemet men försökte samtidigt skapa diplomatiska förbindelser med västvärlden och locka utländska investerare till Albanien.
Efter det kommunistiska sammanbrottet i östeuropeiska länder 1989 var Albanien det sista land i Östeuropa som störtade det kommunistiska styret. De mest ivriga förespråkarna mot det kommunistiska systemet var intellektuella, arbetare och ungdomar, som blivit frustrerade över begränsningar i systemets funktionalitet. I respons till detta gav Ramiz Alia albanska medborgare rätten att utöva sin religion, resa utomlands och till en viss utsträckning rätten att kritisera säkerhetspolisen Sigurimi.
I december 1990 proklamerade Ramiz Alia sin vilja att införa flerpartisystemet. Detta blev början på slutet av det kommunistiska maktmonopolet. Statens absoluta överhöghet och inflytande i det albanska samhället försvagades. Fortsatta ekonomiska, sociala och politiska problem ledde till en stor valseger för antikommunistiska oppositionen. Alia avgick som president och ersattes av Sali Berisha, som blev den första demokratiska presidenten i Albanien sedan biskopen Fan Noli.
Kommunistpartiet bibehöll under nytt partinamn ett fortsatt starkt väljarstöd även efter demokratins införande på 1990-talet. Flerpartisystemet hamnade i kris efter valfusk 1995 och pyramidspel 1997. De kallades för investeringsfonder och ruinerade en stor del av befolkningen och utlöste ett uppror i mars, som resulterade i kaos och förde landet till randen av ett inbördeskrig och sammanbrott i form av total anarki. Sedan dess har landets situation stabiliserats och tillväxten varit hög.
I valet 2005 vann en allians ledd av Albaniens demokratiska parti på ett program att bekämpa brottslighet och korruption, förbättra ekonomin och minska storleken på statsförvaltningen. Valet och att maktväxlingen gick lugnt och ordnat till, ansågs internationellt vara ett viktigt steg framåt för Albanien. Fast Albaniens ekonomi har fortsatt att växa är landet fortfarande ett av Europas fattigaste länder och plågas av en stor informell sektor, korruption och undermåliga transport- och energisystem. Utrikespolitiskt har Albanien varit en stark anhängare av kriget mot terrorismen och har militär trupp i Afghanistan och Irak. Albanien har bidragit till att minska de etniska spänningarna i Sydosteuropa och fört en politik som syftar till medlemskap i EU och Nato.
Albanien blev medlem i Nato 2009.

## 2009
Inget parti kunde utnämnas till klar vinnare i det parlamentariska valet i juni. Det styrande partiet, Demokratiska partiet, fick knappt något övertag över huvudmotståndaren, Albaniens socialistparti. Trots avsaknad av klar majoritet bildade Sali Berisha en regering. Socialisterna med Edi Ramas ledarskap påstod att valfusk förekom och bojkottade parlamentet. Europeiska observatörer erkände den låga standarden i parlamentsvalet men begärde från socialisterna att återvända till parlamentet.

## Tidsaxel över Albaniens historia

### 1100-talet
| År   | Datum                                                 | Händelse                                       |
| ---- | ----------------------------------------------------- | ---------------------------------------------- |
| 1190 |                                                       | Prinsdömet Arberien skapas.                    |
| 1200 |                                                       | Lokala albanska adelsfamiljer börjar dyka upp. |
| 1200 | Kungariket Serbien ockuperar delar av norra Albanien. |                                                |

### 1200-talet
| År   | Datum | Händelse |
| ---- | --- | --- |
| 1204 | | Fjärde korståget: Venedig vinner kontroll över större delen av Albanien.                                       |
| 1204 | Fjärde korståget: Bysantinerna återtar kontroll över den södra delen av Albanien och upprättar Despotatet Epirus. | |
| 1258 | | Det angevinska Kungariket Sicilien sätter sig i besittning av den albanska kusten och mycket av Epirus inland. |
| 1272 | | Styrkor allierade med den angevinske Karl I av Neapel ockuperar Durrës och upprättar Kungariket Albanien.      |
| 1280 | | Belägringen av Berat (1280–1281): En angevinsk offensiv mot Konstantinopel slås tillbaka av bysantinerna.      |
| 1290 | | Albanien börjar komma under serbisk attack.                                                                    |

### 1300-talet
| År   | Datum | Händelse |
| ---- | ----- | --- |
| 1304 |       | Angevinerna återerövrar Kungariket Albanien.                                                                            |
| 1368 |       | Karl Thopia erövrar Durrës från angevinerna.                                                                            |
| 1385 |       | Thopia inbjöd Osmanska riket för att intervenera mot sin rival Balša II.                                                |
| 1389 |       | Slaget vid Trastfältet: albanerna, som en del av den serbiskledda balkanska koalitionen, krossas av den osmanska hären. |

### 1400-talet
| År   | Datum | Händelse |
| ---- | ----- | --- |
| 1405 |       | Gjergj Kastrioti, senare Skanderbeg, föds. |
| 1430 |       | Gjon Kastrioti leder ett misslyckat uppror mot Osmanska riket. |
| 1433 |       | Gjergj Arianiti gör uppror mot Osmanska riket med viss framgång. |
| 1443 |       | Efter att ha skickats till slagfältet vid Niš kommer Skanderbeg tillbaka till Albanien och övergår till romersk katolicism, vilket markerar början på ett långt krig mot Osmanska riket. |
| 1444 |       | Skanderbeg förklaras som ledare för Lezhaförbundet. |
| 1450 |       | Albanerna ledda av Skanderbeg krossar fullständigt den osmanska hären. |
| 1466 |       | Albanerna ledda av Skanderbeg inleder försvaret av Kruja mot massiva osmanska arméer. |
| 1467 |       | Försvaret av Kruja avslutas. |
| 1468 |       | Skanderbeg dör. |
| 1478 |       | Fjärde belägringen av Kruja: Kruja faller för Osmanska riket, vilket tvingar många albaner att fly till södra Italien, Grekland, Egypten och annorstädes.                                |
| 1479 |       | Shkodra faller för Osmanska riket. |